# Maestro di cerimonie
La figura del maestro di cerimonie, ovvero la persona che organizza e sovrintende ad eventi importanti.

## Nell'antichità
Nell'antica Grecia il maestro di cerimonie aveva il compito di mescolare il vino con l'acqua e di stabilire il momento preciso in cui si doveva bere.
Anche nell'episodio evangelico delle nozze di Cana compare la figura del maestro di tavola, che sovraintende alla gestione del banchetto.

## Nel Medioevo
Nel periodo medioevale, in occasioni di matrimoni o ricevimenti importanti, il maestro di casa si occupava della scelta dei prodotti da cucinare, di imbandire la tavola e della coreografia del cibo da presentare. Nel periodo rinascimentale la figura del maestro di casa, assunse il nome di maestro di cerimonie, ed era la persona che aveva la responsabilità anche del personale addetto alle pulizie.

## Nei paesi orientali
Nella Cina del 1500, i maestri di cerimonia si occupavano, con riti particolari, della preparazione del tè rosso. In Giappone i Maestri di cerimonia preparano ancora oggi, con metodi antichi, il cha no yu, un tè molto particolare.

## La figura oggi
Oggi, il mestiere di maestro di cerimonie si acquisisce tramite corsi professionali.

## Maestri di cerimonie nella storia
- Biagio da Cesena, maestro di cerimonie del papa, noto per la vicenda della cappella sistina